# Cyclopogon werffii
Cyclopogon werffii är en orkidéart som beskrevs av Dodson. Cyclopogon werffii ingår i släktet Cyclopogon, och familjen orkidéer. Inga underarter finns listade i Catalogue of Life.